# Hugh Findlay
Hugh T. Findlay (* um 1933) ist ein ehemaliger englischer Badmintonspieler. 

## Karriere
Hugh Findlay gewann 1952 in England die Einzelmeisterschaft der Junioren im Herrendoppel mit Tony Jordan. Sechs Jahre später gewann er seine ersten internationalen Titel bei den Dutch Open, den Scottish Open und den German Open. 1959 erkämpfte er sich alle drei möglichen Titel bei den Welsh International. Ein Jahr später siegte er bei den Scottish Open und 1961 erneut bei den German Open sowie erstmals bei den Irish Open.

## Sportliche Erfolge
| Saison | Veranstaltung                               | Disziplin    | Platz | Name                           |
| ------ | ------------------------------------------- | ------------ | ----- | ------------------------------ |
| 1952   | England: Einzelmeisterschaft der Junioren   | Herrendoppel | 1     | Tony Jordan / Hugh Findlay     |
| 1956   | Dutch Open                                  | Herreneinzel | 2     | Hugh Findlay                   |
| 1956   | Dutch Open                                  | Herrendoppel | 2     | Hugh Findlay / John Timperley  |
| 1956   | Surrey Championships                        | Herreneinzel | 1     | Hugh Findlay                   |
| 1956   | London Championships                        | Herreneinzel | 1     | Hugh Findlay                   |
| 1958   | Dutch Open                                  | Mixed        | 1     | Hugh Findlay / Iris Rogers     |
| 1958   | Scottish Open                               | Herrendoppel | 1     | Hugh Findlay / Oon Chong Jin   |
| 1958   | German Open                                 | Herrendoppel | 1     | Hugh Findlay / John Timperley  |
| 1959   | Belgian International                       | Mixed        | 1     | Hugh Findlay / Heather Ward    |
| 1959   | Belgian International                       | Herrendoppel | 1     | Hugh Findlay / Ronald Lockwood |
| 1959   | Deutschland: Internationale Meisterschaften | Herreneinzel | 3     | Hugh Findlay                   |
| 1959   | Deutschland: Internationale Meisterschaften | Herrendoppel | 3     | Hugh Findlay / Shaw            |
| 1959   | Welsh International                         | Mixed        | 1     | Hugh Findlay / Heather Ward    |
| 1959   | Welsh International                         | Herrendoppel | 1     | Tony Jordan / Hugh Findlay     |
| 1959   | Welsh International                         | Herreneinzel | 1     | Hugh Findlay                   |
| 1960   | Scottish Open                               | Herrendoppel | 1     | Hugh Findlay / Ronald Lockwood |
| 1961   | Irish Open                                  | Herrendoppel | 1     | Hugh Findlay / Ronald Lockwood |
| 1961   | German Open                                 | Herrendoppel | 1     | Hugh Findlay / Tony Jordan     |